# ArcView 3.x
ArcView 3.x fue un software Sistema de Información Geográfica del inglés Geographic Information System producido por ESRI.

## Historia
ArcView se inició como un programa gráfico para datos espaciales y mapas realizados con otros productos de software de ESRI. Con el tiempo se incorporaron más funcionalidad al software y se convirtió en un programa de SIG real, capaz de realizar gestión de datos y análisis complejos.